# Allegri gemelli
Allegri gemelli (Our Relations), noto anche come I nostri parenti, è un film del 1936 diretto da Harry Lachman e interpretato da Stan Laurel e Oliver Hardy.
È l'unico lungometraggio della coppia in cui i due comici si sdoppiano; avevano già recitato in doppia parte in due cortometraggi: I monelli (1930) e Anniversario di nozze (1933).
È il primo dei due film co-prodotti anche da Stan Laurel.

## Trama
Stanlio e Ollio prendono il tè con le loro mogli. Durante una momentanea assenza delle mogli in sala ricevono da un postino una lettera della madre di Ollio contenente una foto che li ritrae in compagnia dei loro fratelli gemelli Alf e Bert. La lettera dice che i loro fratelli sono stati imbarcati su un piroscafo e impiccati per ammutinamento. Stanlio è intenzionato a mostrare la lettera a sua moglie, ma Ollio glielo impedisce suggerendogli di bruciarla, affinché il loro passato non venga allo scoperto, considerando che la cattiva fama dei loro gemelli possa compromettere la loro vita matrimoniale. In realtà Alf e Bert sono ancora vivi, ma vivono da straccioni sul piroscafo dove sono stati abbordati, e vengono convinti dal capo ingegnere Finn ad amministrare i loro soldi con il pretesto di farli risparmiare e diventare milionari. Il tutto si rivelerà un imbroglio da parte di Finn, intenzionato ad intascarsi i loro soldi.
Poco dopo vengono incaricati dal capitano del piroscafo di badare a un pacchetto con dentro un anello di inestimabile valore. Dovranno riconsegnarlo al capitano in una birreria dove i due si recano per divertirsi, ma avendo un solo dollaro in tasca ordinano un paio di birre, e a causa di un piccolo pasticcio di Bert, conoscono casualmente due belle ragazze del tavolo a fianco, Lily e Alice. Le ragazze, dopo averli invitati da loro, ordinano da mangiare a loro spese; i due, impossibilitati a pagare il conto, dicono al cameriere che sarebbero tornati sulla nave a recuperare del denaro ma egli, non fidandosi delle parole dei due marinai, chiede che gli venga lasciato come prova del loro ritorno qualcosa come garanzia. Allora i due, su suggerimento di Alf, gli lasciano momentaneamente l'anello. Si recano nella stanza dove alloggia Finn con il pretesto che gli vengano restituiti i loro soldi, che lui si rifiuta assolutamente di restituire. Alf e Bert allora, su altro suggerimento di Alf, mettono momentaneamente fuori gioco Finn rubandogli i suoi vestiti per andare a impegnarli con la speranza di racimolare qualche dollaro, ma alla fine ricaveranno soltanto due dollari. I due danno un'altra possibilità a Finn per farsi riconsegnare i soldi, ma scoprono che egli li ha cuciti nella fodera della giacca che hanno impegnato; pertanto Finn li chiude a chiave nella stanza e impone ai due di consegnargli i loro abiti affinché possa uscire vestito per andare a recuperare i soldi e con l'altro pagare gli interessi sulla polizza dell'abito impegnato.
Intanto alla birreria arrivano Stanlio e Ollio con le loro mogli e sia il cameriere Robert che le ragazze Lily e Alice li scambiano per Alf e Bert. Alice e Lily, amareggiate nell'essere state sostituite da due donne di mezza età, cercano di fare cambiare loro idea convincendoli a tornare con loro, ma i due le respingono in quanto affermano di non conoscerle. Nel frattempo sopraggiunge anche Finn, che ha recuperato i suoi abiti e i soldi, unendosi al tavolo di Stanlio e Ollio credendoli appunto Alf e Bert. A questo punto le mogli, dopo le dichiarazioni di Finn, intendono divorziare dopo avere visto una vecchia fotografia di Alf e Bert a loro consegnata da Finn in cui li ritrae su una spiaggia con alcune ragazze. I due sono quindi costretti a pagare anche il conto delle precedenti ordinazioni fatte da Alice e Lily e come da accordi, il cameriere restituisce l'anello che aveva avuto in garanzia. Stanlio e Ollio, intenzionati di fargliela pagare a Finn per averli messi nei guai, si prendono gioco di lui facendogli dei dispetti con quest'ultimo, che verrà poi sbattuto fuori dalla birreria per avere accidentalmente lanciato un piatto in faccia al barista.
Nel frattempo Alf e Bert, rendendosi conto che Finn gli ha raggirati un'altra volta, anche se in mutande, si vestono con vecchie coperte e asciugamani per farne dei turbanti, per andare in birreria a farsi restituire l'anello, quando apprendono che il cameriere Robert lo ha dato, stando alla loro versione, alle persone sbagliate. Dopo avere tramortito il cameriere, convinti che l'anello sia ancora in suo possesso, vengono a loro volta tramortiti dal barista, arrestati dalla polizia e condotti dal giudice. Le mogli di Stanlio e Ollio apprendono di Alf e Bert, scambiati per i loro mariti, e si affrettano ad andare dal giudice per risolvere la questione. Alf e Bert, dopo un breve colloquio pacificatorio con il giudice, si fanno scarcerare e perdonare dalle presunte rispettive mogli. Intanto il capitano ha ordinato un mandato di cattura per Alf e Bert, che avrebbero dovuto possedere l'anello, dato per sbaglio a Stanlio e Ollio. Alf, Bert e le mogli di Stanlio e Ollio, su consiglio del giudice, si recano in un locale di classe dove incontrano nuovamente Alice e Lily cercando di riconciliarsi con loro, ma le mogli di Stanlio e Ollio assistendo alla scena e molto indispettite, abbandonano il locale con l'intento di chiudere definitivamente i rapporti con i propri mariti.
Intanto Stanlio e Ollio sono entrati nel medesimo locale, dove vengono rintracciati dal capitano che chiede loro l'anello. Nella confusione Alf va da Ollio e Bert da Stanlio; Ollio, ignaro, mette nella tasca della giacca di Alf l'anello il quale si dà alla fuga per non farsi prendere dal capitano. Quando le rispettive coppie si ricongiungono a vicenda Stanlio e Ollio si fanno scortare fuori dal locale da presunti uomini d'affari interessati all'anello, i quali convincono con l'inganno Ollio di andare a fare una passeggiata all'aperto per intimorire Stanlio e farlo confessare per rivelare a loro dove abbia nascosto l'anello che lui afferma insistentemente di non avere, che in realtà è possesso dell'ignaro Alf. Nel frattempo sopraggiunge anche Finn, assetato di vendetta nei confronti di Alf e Bert, che insieme ai suoi scagnozzi cerca di acciuffarli per tutto il locale, ma alla fine i due riescono in qualche modo a svignarsela.
Durante gli inseguimenti si ritroveranno per una coincidenza tutti sullo stesso luogo: Stanlio e Ollio vengono presi in ostaggio dagli uomini che li avevano scortati fuori dal locale, in realtà membri di una banda appartenente alla malavita e messi con i piedi nel cemento affinché si decidano a confessare dove sia l'anello, ma sia loro che i malavitosi cadono giù da un molo. Alf, dopo avere casualmente scoperto di avere in tasca l'anello, insieme a Bert va alla ricerca del capitano, che i due subito trovano nei paraggi e gli consegnano finalmente l'anello. Egli, spaventato dopo avere visto due facce uguali a quelle dei suoi marinai che stavano per essere salvati e riportati sul molo, fugge dal panico. Intanto Alf e Bert si accorgono di due persone che stanno per affogare nel fiume; durante il tentativo di salvataggio si accorgono che i due malcapitati sono proprio i loro fratelli gemelli Stanlio e Ollio, che vengono quindi tratti in salvo con i quattro che finalmente si ricongiungono inaspettatamente arrivando alla conclusione che tutti i malintesi che si sono creati in questa faccenda sono dovuti a uno scambio di persona.

## Produzione
Nel 1936 Hal Roach diede a Stan l'opportunità di controllare la produzione dei film della coppia. C'è stata confusione in proposito, perché Stan ha fatto le veci di Roach senza mettere un soldo per questo film, mentre per parecchio tempo si è creduto Our Relations un film prodotto direttamente da Stan con la sua casa di produzione, Stan Laurel Productions. Essa fu fondata da Laurel solo nel marzo del 1937, quando un nuovo conflitto fra lui e Roach sembrava dividere per sempre la coppia Laurel-Hardy.
Il risultato è molto divertente e con diverse sequenze d'antologia, e questo dimostrò quanto fosse vera la ragione di Stan Laurel alla ricerca di soggetti adatti a loro - mentre Roach insisteva su commedie musicali che costringeva la coppia a ruoli secondari. Stan produsse anche il film successivo, I fanciulli del West, girato nel 1936 ma uscito l'anno successivo.
Allegri gemelli è stato un successo commerciale, nonostante i costi di lavorazione fossero stati altissimi nella media dei film del duo: questo portò un profitto minore nelle aspettative. Oggi circola anche in versione colorata con il computer.

## Distribuzione italiana
La pellicola fu distribuita la prima volta in Italia nel 1937 della MGM.
Di questa versione, intitolata "I nostri parenti" e doppiata da Carlo Cassola e Paolo Canali non rimane alcuna traccia.
Nel 1949 la pellicola fu ridoppiata da Fiorenzo Fiorentini e Carlo Croccolo. Questa versione, ritenuta dispersa fino al 2015, è stata riproposta nella rassegna "50 anni senza Stanlio" presentata alla Sala Trevi della Cineteca Nazionale di Roma.
La stessa pellicola è stata utilizzata dalla Rai per la trasmissione televisiva a partire dal 13 novembre 2020. Questo doppiaggio manca di alcune scene rispetto all'originale, e ha una durata minore.
Nel 1985 il film fu ridoppiato dalla Rai con le voci di Enzo Garinei e Giorgio Ariani e trasmesso nel contenitore "Stanlio e Ollio - Due teste senza cervello". Anche questo doppiaggio non è integrale, mancano alcune sequenze, per una durata di 65 min rispetto ai 71. 
Tale doppiaggio fu successivamente montato sulla versione colorizzata nel 1992. Mancano le scene non doppiate. 
L'ultimo doppiaggio degli anni '90 di Luigi Parisi e Alessandro Capelloni, distribuito in edizione limitata, risulta essere integrale.